# Разорванный круг (Звёздный путь: Энтерпрайз)
Разорванный круг (англ. Broken Bow) — пилотный эпизод первого сезона сериала Энтерпрайз популярной научно-фантастической медиафраншизы Звёздный путь.

## Сюжет
Юный Джонатан Арчер проводит время со свои отцом, раскрашивая, а потом запуская модель звездолета. Через 30 лет где-то на ферме в Оклахоме, двое сулибан преследуют клингона, он взрывает преследователей, но ранен фермером. Капитан Арчер и главный инженер Такер осматривают новое судно с двигателем варп-5, готовя его к запуску. В медицинском центре, где находится клингон, представители Вулкана во главе с послом Совалом спорят с представителями звездного флота о том, что произошло и как должны поступить люди. По инициативе капитана Арчера руководство флота принимает решение вернуть клингона на Кронос самостоятельно.
Капитан Арчер собирает команду для своего корабля, вербуя доктора Флокса, осматривавшего клингона, и юную переводчицу Хоши Сато. Сопровождавшая посла Вулкана Т’Пол, получает временное назначение на Энтерпрайз, а люди получают вулканские звездные карты. Адмирал Форест произносит речь, корабль покидает доки. Экипаж знакомится между собой, Трип, Т’Пол и Арчер ужинают вместе, в ходе чего выясняется что Т’Пол считает людей варварами, не умеющими контролировать себя.
В скором времени на корабль проникают сулибане и похищают клингона. Капитан Арчер вынуждает Т’Пол поделиться с ним информацией, что помогает найти место встречи клингона с некой Сайрин. Там экипаж Энтерпрайз поджидает засада, капитана ранят, когда он пытается спасти жизнь Т’Пол, но раньше он узнает о том, что клингон был курьером, и о временной холодной войне. Т’Пол помогает отыскать корабль, похитивший клингона. В результате захвата малого судна сулибан, людям удается проникнуть на базу сулибан и вывести клингона, разрушив саму базу при помощи магнитов. Однако капитан вынужден остаться, в результате чего знакомится и вступает в схватку с Силеком, руководителем Кабалы. Капитана телепортируют на борт Энтерпрайза в последний момент.
Энтерпрайз доставляет клингона на Кронос, где выясняется, что информация находится в его крови. Капитан Арчер признает важную роль, которую сыграла Т’Пол, и просит её остаться советником по науке на борту. Энтерпрайз с разрешения руководства отправляется в свою первую исследовательскую миссию.